# Fotbal Club Arieșul Turda
Maillots
Le FC Arieșul Turda est un club roumain de football basé à Turda. Il évolue pour la saison 2009-2010 en deuxième division roumaine.

## Historique
- 1922 : fondation du club sous le nom de Muncitorul Turda
- 1950 : le club est renommé Flamura Turda
- 1957 : le club est renommé Arieșul Turda
- 1975 : le club est renommé Sticla Arieșul Turda
- 1999 : le club est renommé FC Arieșul Turda

## Palmarès
- Coupe de Roumanie
  - Vainqueur : 1961

- Championnat de Roumanie D3
  - Champion : 1965, 1971, 1973, 1984, 1987, 2007
  - Vice-champion : 1980, 1981, 1999, 2002

## Anciens joueurs
- Laurențiu Buș
- Vasile Suciu
- Eugen Pantea
- Ioachim Zăhan
- Alexandru Vădan
- Eugen Luparu
- Ion Onacă
- Vasile Mărgineanu
- Vasile Pârvu
- Dionisie Ursu
- Gheorghe Băluțiu
- Liviu Husar
- Ovidiu Maier
- Cosmin Tilincă
- Traian Mocan
- Emilian Dolha
- Traian Pârvu
- Cosmin Vatca